# Nävgröt

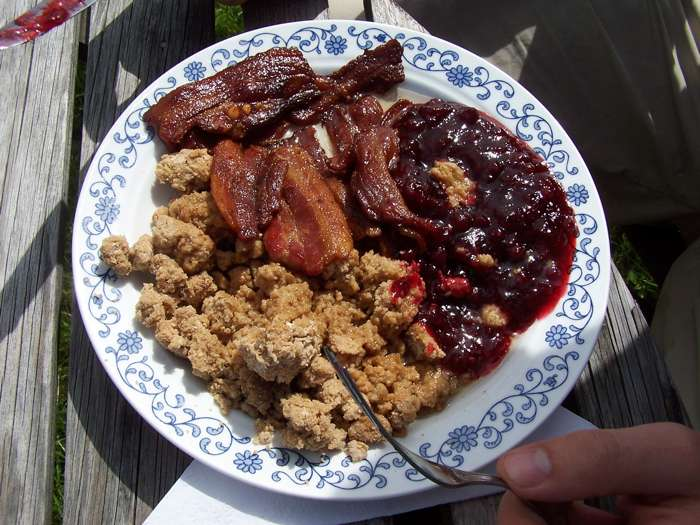
Nävgröt med fläsk och lingonsylt.

Nävgröt eller motti är en skogsfinsk gröt som görs på skrädmjöl och serveras med fläsk och lingonsylt. Gröträttens ursprungliga utbredning är densamma som för det finska koloniseringsområdet i de mellansvenska skogarna, som uppkom på 1500-talet och 1600-talet. Nävgröten brukar i bland annat Dalarna, Hälsingland, Medelpad och Värmland kallas för motti (inte att förväxla med det finska begreppet motti) från finskans mutti, ett lånord för maträtten, som under historisk tid och senare åts i festliga sammanhang i Savolax. Namnet nävgröt kommer antagligen från att gröten åts med "nävarna". Gröten var så torr att den lätt sprack upp i klumpar. Man tog en klump, doppade den i fläskflott och åt.
I bland annat Orsa finnmark i Dalarna tillreds motti på buljong från kokt ädelfisk som öring och röding. Då används korn- eller vetemjöl. Mottin äts sedan tillsammans med smör och den kokta fisken.
10 september är utsedd till nävgrötens dag av Nävgrötsakademien i Torsby[källa behövs].
Stöpafors Kvarn var länge den enda producenten i Sverige som framställer skrädmjöl på traditionellt sätt, med vedeldad panna och stenkvarn, men 2019 öppnade Femtå Qvarn för produktion igen efter att ha varit nedstängt i 50 år.
Numera framställs även skrädmjöl i Kristinefors kvarn, byggd av mjölnare Erland Stolpe i början på 1800-talet.